# Gudkov Gu-VRD
Le Gudkov Gu-VRD (en russe : Гудков Гу-ВРД) est un prototype d'avion militaire soviétique, avion de chasse à réaction conçu pendant la Seconde Guerre mondiale. Il est conçu en mars 1943 par Mikhaïl Ivanovitch Goudkov, un des "pères" du chasseur à hélice Lavotchkine LaGG-3. C'est le premier projet de chasseur à réaction soviétique. Il devait être propulsé par un turboréacteur (Vozodushno-Reaktivnyi Dvigatel ou VRD) Lyulka RDT1/VR2, alors en développement. 